# Maison Ullens
Pour les articles homonymes, voir Ullens.
Maison Ullens est une ancienne marque belge de prêt à porter féminin et de maroquinerie fondée en 2009 par Myriam Ullens, épouse du Baron Guy Ullens de Shooten. Elle est mise en liquidation en juin 2023 à la suite de l'assassinat de sa fondatrice.

## Positionnement de la marque
Tout d’abord créée sous le nom de MUS en 2009 (qui sont les initiales de sa Fondatrice), la marque est rebaptisée Maison Ullens à partir de 2013.
La maille et le cuir sont les principales matières travaillées. L’univers du voyage et du prêt-à-porter de luxe nomade sont les fondements de la maison de mode belge. 

## Designers
La créatrice belge Véronique Leroy est nommée directrice artistique en 2010, la styliste fait le pari du cuir associé à la maille dans ses collections. 
Le créateur danois Kim Laursen prend la suite au printemps 2014 travaillant sur l'automne-hiver 2015, apportant un style plus près du corps et de nombreuses innovations dans le traitement des matières. 

## Distribution
Maison Ullens est distribuée dans une cinquantaine de points de vente multimarques exclusifs dans le monde et exploite trois boutiques en propre, situées à Aspen (Colorado), Paris et New-York.

## Groupe Ullens
Maison Ullens s’inscrit dans le cadre des multiples activités créées par Guy & Myriam Ullens dans des secteurs aussi divers que la santé en Europe (Mimi Ullens Foundation), l’art en Chine (UCCA) ou encore l’éducation au Népal (Ullens School).
Maison Ullens reverse tous les ans une part de son chiffre d’affaires à la Fondation Mimi contre le Cancer.

## Liquidation
À la suite de l'assassinat de sa fondatrice par son beau-fils, la Maison Ullens, qui affiche alors une perte de plus de 10 millions d'euros, est mise en liquidation en juin 2023. 